# Rue Montesquiou-Fezensac
La rue Montesquiou-Fezensac est une voie située dans le quartier de Bel-Air du 12e arrondissement de Paris.

## Situation et accès
La rue Montesquiou-Fezensac est accessible à proximité par la ligne de métro 8 à la station Porte Dorée et par la ligne 3a du tramway à l'arrêt Porte Dorée.

## Origine du nom

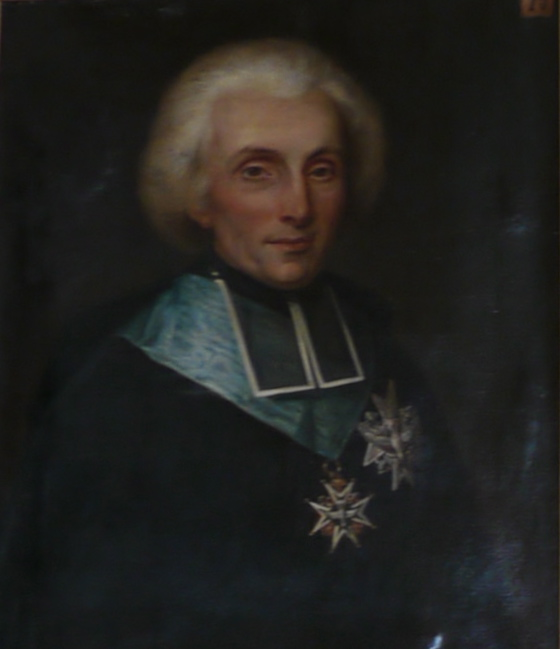
Le duc de Montesquiou-Fézensac.

Elle porte le nom de l'abbé François-Xavier-Marc-Antoine de Montesquiou-Fézensac (1756-1832), un homme politique et membre de l'Académie française.

## Historique
La voie est créée dans le cadre de l'aménagement de l'accès au lycée Élisa-Lemmonnier sous le nom provisoire de « voie Z/12 » et prend sa dénomination actuelle par arrêté municipal du 30 août 1978. 

## Bâtiments remarquables et lieux de mémoire
- Le lycée polyvalent Élisa-Lemonnier propose, en plus de la filière générale, les pôles métiers de la coiffure, de la mode, de l'esthétique et du tertiaire (enseignement professionnel et technologique). Cet établissement porte le nom de la pédagogue Élisa Lemonnier (1805-1865).
- Elle longe l’arrière de la Cité nationale de l’histoire de l’immigration du Palais de la Porte Dorée, sur son côté nord.